# Llegando los Monos
Llegando los Monos é o segundo álbum da banda de rock argentina Sumo.
A apresentação do álbum aconteceu no Estadio Obras Sanitarias em agosto de 1986. Este show foi filmado, e seria lançado mais tarde com o nome "Sumo en Obras (9/8/1986)". Alguns dias depois do show na Argentina, eles fizeram o mesmo show um Festival no Uruguai,para um público de 25.000 pessoas.

## Lista de temas
1. Llegando los monos - 0:35
2. El Ojo Blindado - 2:19
3. Estallando desde el océano - 3:39
4. TV Caliente - 4:43
5. NextWeek - 3:16
6. Cinco magníficos - 4:18
7. Rollando - 5:20
8. Los viejos vinagres - 3:17
9. No good - 4:57
10. Heroína - 5:47
11. Que me pisen - 4:22
12. Llegando los monos (reprise) - 0:58

## Créditos
- Luca Prodan: Voz, Percussão, Coros.
- Ricardo Mollo: Guitarra, Coros.
- Germán Daffunchio: Guitarra, Coros.
- Diego Arnedo: Baixo, Teclados, coros.
- Alberto Troglio: Bateria, Percussão, Coros.
- Roberto Pettinato: Saxofones Alto e Tenor, Acordeón, Coros.
- Alejandro Sokol: Voz, Baixo, Bateria.

Músicos Convidados
- Gonzalo "Gonzo" Palacios: Saxofone alto en "Los viejos vinagres".
- Alejandro Sokol - bateria en "Heroína".

## Prêmios e Honrarias
- A revista Rolling Stone Argentina colocou este álbum na posição n.º 22 da lista "los 100 mejores discos del rock argentino".[3]